# Conquesta catalanoaragonesa de Menorca
La Conquesta de Menorca fou la invasió catalanoaragonesa de l'illa de Menorca en poder dels àrabs almohades, duta a terme en el marc de la campanya militar de confiscació del Regne de Mallorca, durant la Croada contra la Corona d'Aragó. L'operació militar s'inicià el 5 de gener del 1287, fou comandada pel mateix rei Alfons II de Catalunya-Aragó (III d'Aragó), i finalitzà en tal sols 12 dies. La capitulació se signà el dia 22 de gener del 1287 i tingué com a conseqüència la destrucció del poder almohade a l'illa, l'esclavització i venda en subhasta pública de la població andalusina autòctona, la colonització de l'illa amb població catalana sota un règim feudal i la confiscació temporal del territori per part de la corona d'Aragó.

## Antecedents
En represàlia per haver conquerit el Regne de Sicília, el Papa Martí IV va excomunicar el rei Pere II de Catalunya-Aragó (III d'Aragó) i va investir Carles I de Valois com a nou rei de la corona d'Aragó. S'iniciava així la Croada contra la Corona d'Aragó. En aquest conflicte, el rei Jaume II de Mallorca, germà del rei Pere II el Gran, va fer costat al rei francès. El 1283, les tropes de la Corona d'Aragó passaren a l'ofensiva i, mentre el rei ocupava el comtat de Rosselló (que pertanyia al Regne de Mallorques), les tropes comandades per l'infant Alfons d'Aragó, fill major del rei, conquerien les illes d'Eivissa i de Mallorca el 1285. D'aquesta manera, dels territoris insulars del Regne de Mallorques, tan sols l'illa de Menorca restava sense ocupar.
L'illa de Manûrqa havia quedat com l'únic refugi dels andalusins mallorquins des de la croada contra Al-Mayûrqa, car pel Tractat de Capdepera el rei Jaume el Conqueridor havia permès que la població musulmana autòctona restàs a l'illa amb la condició de pagar un tribut i ser un territori feudatari del Regne de Mallorques.

## Preparació de la campanya per a conquerir Manûrqa
El rei Pere II el Gran morí el 1285 i el seu fill més gran, Alfons II el Franc, el succeí en tots els seus regnes i possessions a excepció del Regne de Sicília, que fou per al seu segon fill Jaume.
Poc més d'un any després d'haver conquerit les illes d'Eivissa i Mallorca, el ja rei Alfons II (III d'Aragó) decidí conquerir Manûrqa. A tal fi, convocà corts a Osca pel 18 d'octubre del 1286 amb l'objectiu de recaptar fons monetaris per a l'operació militar.

## La conquesta de l'illa
El 22 de novembre del 1286 la flota va salpar del port peninsular de Salou, i arribà a la ciutat de Mallorca al cap de dos dies. Les tropes restaren a Mallorca per passar-hi el nadal i proveir-se de soldats i queviures. Finalment, el 5 de gener de 1287, la flota va fondejar a l'illa dels Conills (hui en dia illa del Rei), prop de Maó.
El 17, les tropes aragoneses van desembarcar prop del port i assetjaren la vila de Maó, que va caure de manera immediata. El rais Abu-Úmar ibn Saïd es va fer fort a la fortalesa de Santa Àgueda, al centre de l'illa. Abu-Úmar, en veure's sense sortida, pactà la rendició amb Alfons el Franc.

## Capitulació
El 21 de gener del 1287 Abu-Úmar ibn Saïd i Blasco Ximenes d'Ayerbe, en nom del rei Alfons, tots dos signaren el pacte conegut com de saint Agaiz. Abu-Úmar ibn Saïd aconseguí l'exili per a ell i dues-centes persones del seu entorn; per contra, la resta de menorquins foren esclavitzats. Finalment, el dia 22 de gener, el rei Alfons entrava a Mandinat Minurqa, que fou rebatejada com a Ciutadella, i donà per acabada la conquesta de l'illa.

## Conseqüències
El 1295, després de la mort d'Alfons II el Franc, Jaume de Mallorca va recuperar les illes, inclosa la de Menorca.
Com a conseqüència d'aquest fet, l'illa es va incorporar a la Corona d'Aragó i va ser repoblada per catalans, principalment de la zona oriental, concretament dels comtats de Barcelona, Girona, d'Empúries i del Rosselló, ço que explica l'ús de l'article salat com a la resta de les Balears i la seva gran afinitat al català de la zona esmentada.